# Знедолені (фільм, 1978)
«Знедолені» (фр. Les Misérables) — британський телевізійний фільм-екранізація однойменного роману Віктора Гюго поставлений режисером Ґленном Джорданом у 1978 році. Прем'єра фільму відбулася 27 грудня 1978 року в ефірі телекомпанії CBS.

## Синопсис
Утеклий каторжник Жан Вальжан (Річард Джордан) обікрав єпископа Мірієля (Клод Дофен), що дав йому їжу й нічліг. Коли ж Вальжана упіймали, священик сказав жандармам, що подарував йому не лише вкрадене столове срібло, але і свічники. Цей вчинок визначив усе подальше життя озлобленої людини, що провела на каторзі майже двадцять років за крадіжку хліба. Під іншим ім'ям Вальжан стає власником фабрики і мером невеликого міста, де усього себе присвячує служінню людям і добру. Направлений до цього міста інспектор поліції Жавер (Ентоні Перкінс), охоронявший Вальжана на каторзі, впізнає його і починає переслідувати, фанатично прагнучи здійснити правосуддя — так, як він його розуміє. А добряк Вальжан встиг усиновити доньку померлої жінки Фантіни Козетту, пообіцявши потурбуватися про сироту. Вальжан і Козетта намагаються назавжди сховатися від Жавера, але безуспішно. Під час революції 1848 року відбудеться остання, вирішальна зустріч старих ворогів…

## В ролях
| Актор(ка)          |   | Роль               |
| ------------------ | - | ------------------ |
| Річард Джордан     | … | Жан Вальжан        |
| Ентоні Перкінс     | … | інспектор Жавер    |
| Ієн Голм           | … | Тенардьє           |
| Сиріл К'юсак       | … | Фошлеван           |
| Клод Дофен         | … | єпископ Мірієль    |
| Джон Гілгуд        | … | Жильнорман         |
| Селія Джонсон      | … | Симпліція, черниця |
| Джойс Редман       | … | Маглуар            |
| Флора Робсон       | … | ігуменя            |
| Крістофер Гард     | … | Маріус Понмерсі    |
| Керолайн Ленґріш   | … | Козетта            |
| Анжела Плезенс     | … | Фантіна            |
| Девід Свіфт        | … | Труфіа             |
| Тімоті Моранд      | … | Анжольрас          |
| Керолайн Блекістон | … | мадам Тенардьє     |
| Вільям Скуайр      | … | суддя              |
| Джеффрі Расселл    | … | голова суду        |
| Декстер Флетчер    | … | Гаврош             |
| Рой Еванс          | … | Бреве              |

## Художні особливості
Особливістю цієї екранізації роману Віктора Гюго є те, що головний герой — Жан Вальжан, — майже наймолодший з усіх виконавців цієї ролі (на зйомках йому було лише 40 років), що дало режисерові можливість зняти ті сцени, які залишалися за рамками головної дії, — арешт Жана Вальжана за крадіжку хліба для дітей своєї сестри, суд, сцени каторги та його втечі, через які термін ув'язнення героя досяг дев'ятнадцяти років.